# Новосибирский стрелочный завод
Новосибирский стрелочный завод — одно из промышленных предприятий города Новосибирска. АО «НСЗ» — зависимое предприятие открытого акционерного общества Российские Железные Дороги. Завод находится в Первомайском районе, вблизи от распределительной станции «Инская».
Завод специализируется на выпуске стрелочной продукции для железнодорожных магистральных и подъездных путей, металлургических и горнообогатительных комбинатов, угольных разрезов и шахт, а также для трамвайных путей и метрополитенов.

## История
Инско́й стрелочный завод образован в 1942 году на базе эвакуированного Днепропетровского стрелочного завода. С 1951 года — Государственный Союзный Новосибирский стрелочный завод. В 1966 году переименован в Новосибирский стрелочный завод.
Собственники: ОАО «РЖД» (25 % + 1 акция); ООО «Новые стрелочные технологии» (75 % минус 2 акции); 1 акция — ?.